# Grigoraș Dinicu

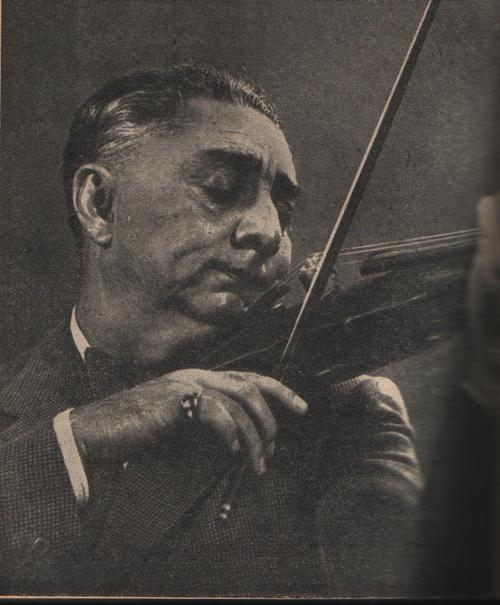
Grigoraș Dinicu

Grigoraș Ionică Dinicu, rumänische Aussprache: [grigoˈraʃ iˈonikə diˈniku] (* 3. April 1889 in Bukarest; † 28. März 1949 oder 5. August 1948 ebenda), war ein rumänischer Komponist und Violinist mit Roma-Abstammung. Er ist bekannt für sein oft gespieltes Stück Hora staccato. Jascha Heifetz bezeichnete ihn als den besten Geiger, den er jemals gehört hatte.
Dinicus Vater hieß eigentlich Ionică Dinu und nannte sich später Ionică Dinicu. Er stammte aus Pitești und seine Mutter war die Tochter Angheluș Dinicus (um 19. Jahrhundert) und Schwester der rumänischen Musiker Dimitrie A. Dinicu (1868–1936), Gheorghe A. Dinicu (1863–1930) und Nicolae A. Dinicu (1879–1954), die alle eine wichtige Rolle in der Bukarester Musik um die Jahrhundertwende 1900 gespielt haben. Dinicu studierte von 1902 bis 1906 am Konservatorium in Bukarest Violine bei Carl Flesch und Komposition. Er erhielt auch ein Stipendium an der Wiener Musikuniversität, aber es wurde ihm nicht erlaubt, es in Anspruch zu nehmen, weil er ein Roma war. Dies hat er nie vergessen. Von 1906 bis 1940 arbeitete er als Violinist in verschiedenen Orchestern, konzertierte auf Gastreisen im Ausland als Solist und Dirigent, trat aber auch in Hotels, Restaurants oder Cafés in Bukarest oder Westeuropa auf. Seine Stücke sind meist für Violine sowie Klavier geschrieben, obwohl sie später auch für andere Zusammenstellungen arrangiert wurden. Die Werke enthalten oft Elemente rumänischer Volksmusik oder Zigeunermusik. Die bekanntesten Stücke sind:
- Ciocârlia (Die Lerche), für Violine arrangiert, erstmals komponiert von seinem Großvater Angheluș Dinicu für Nai (Panflöte),
- Hora staccato (Hora Staccato), 1906, arrangiert für Violine und Klavier durch Jascha Heifetz, bearbeitet für Orchester durch Pantscho Wladigerows (1899–1978), arrangiert für Koloratursopran und Orchester durch Constantin Bobescus (1899–1992),
- Hora spiccato (Hora Spiccato),
- Hora de concert (Die Konzert-Hora),
- Hora mărțișorului (Die Hora des Märzchens),
- Hora de la Chițorani (Die Hora aus Chițorani),
- Hora di Mars (Die Uhr)(?),
- Sârba Expoziției de la Paris (Die Sârba der Pariser Ausstellung),
- Improvisation à la Dinicu (?),
- Orientale à la tzigane (?),
- Valse coquette (?),
- Sârba lui Tanți (Tantzis Sârba) sowie
- Diligența (?) (Die Postkutsche).